# Souad Zuhair
Souad Zuhair (tiếng Ả Rập: سعاد زهير, 1925 - 2000) là một nhà văn Ai Cập làm việc cho tạp chí Rose al-Yūsuf.
Bà sinh ra ở El Rahmaniya, là con gái của một giáo viên tiếng Anh và nhà báo. Bà học xong cấp trung học năm 1938 nhưng không thể học xong đại học do gánh nặng tài chính sau khi cha bà qua đời. Bà bị bắt giam vì hoạt động chính trị vào năm 1948.

## Đời tư
Bà là mẹ của Lenin El-Ramly.

## Tác phẩm[1]
- I 'tirafat imra 'a mustarjila, tiểu thuyết (1960)
- Khitab ila rajul 'asri, tiểu thuyết (1994)